# میدل‌بری (شهرستان کلی، ایندیانا)
میدل‌بری (به انگلیسی: Middlebury) یک منطقهٔ مسکونی در ایالات متحده آمریکا است که در شهرستان کلی، ایندیانا واقع شده‌است. میدل‌بری ۲۰۳٫۹۱ متر بالاتر از سطح دریا واقع شده‌است.